# Jan Löwenbach
Jan Löwenbach (* 29. April 1880 in Reichenau, Böhmen; † 13. August 1972 in Glens Falls, New York) war ein tschechischer Schriftsteller, Übersetzer und Diplomat.

## Leben und Tätigkeit
Löwenbach studierte Rechtswissenschaften in Prag. Nach der Promotion arbeitete er als Rechtsanwalt mit eigener Kanzlei in Prag, wobei er sich auf Urheberrecht spezialisierte. Als Anwalt war er unter anderem an der Etablierung des tschechoslowakischen Urheberrechts beteiligt.
Nach einem musikalischen Privatstudium betätigte Löwenbach sich außerdem als Musikkritiker und Musikschriftsteller. So schrieb er Texte zu Opern von Jaroslav Křička und Bohuslav Martinů. Zudem übersetzte er Werke von Rainer Maria Rilke ins Tschechische und Lieder von Antonín Dvořák ins Deutsche. Für Heinrich Mann vertrat er dessen Rechte für Liliane und Paul. Zudem war er Organisator der Gesellschaft für zeitgenössische Musik und Gründer der tschechoslowakischen Landesgruppe von ALAI (Association Littéraire et Artistique Internationale).
1938 emigrierte Löwenbach in die USA. Von 1941 bis 1945 gehörte er dort als Presseattaché dem tschechoslowakischen Konsulat in New York an. Außerdem war er Redakteur der Zeitung N.Y. Listy.
1945 kehrte Löwenbach in die Tschechoslowakei zurück, wo er zwei Jahre lang die Musikabteilung des tschechoslowakischen Bildungsministeriums leitete. Nach der kommunistischen Machtübernahme in seiner Heimat im Jahr 1948 verließ er diese erneut und ging neuerlich in die USA.
Während der NS-Zeit wurde Löwenbach teilweise als „jüdisch-tschechischer“ Autor attackiert.
Löwenbachs Nachlass wird heute als Jan Lowenbach Collection von der San Diego State University verwahrt.

## Schriften
- Richard Wagner der Antisemit, 1913.
- Gluck a Ceohy, 1914.

Librettos
- Jaroslav Křička: Spuk im Schloß. Komische Oper in 6 Bildern, 1932. (Text nach einem Motiv Oscar Wildes von Jan Löwenbach-Budin)
- Bohuslav Martinů: Voják a tanečnice, 1927. (Komische Oper in drei Akten und zehn Bildern frei nach dem Lustspiel Pseudolus von Plautus)